# Vuolepjávrátj
Vuolepjávrátj (äldre stavning Vuolebjauratj) är en sjö i Arjeplogs kommun i Lappland och ingår i Piteälvens huvudavrinningsområde. Sjön har en area på 0,139 kvadratkilometer och ligger 552 meter över havet.

## Delavrinningsområde
Vuolepjávrátj ingår i det delavrinningsområde (736321-158784) som SMHI kallar för Mynnar i Labbas. Medelhöjden är 584 meter över havet och ytan är 3,71 kvadratkilometer. Det finns inga avrinningsområden uppströms utan avrinningsområdet är högsta punkten. Vattendraget som avvattnar avrinningsområdet har biflödesordning 3, vilket innebär att vattnet flödar genom totalt 3 vattendrag innan det når havet efter 271 kilometer. Avrinningsområdet består mestadels av skog (84 procent) och sankmarker (12 procent). Avrinningsområdet har 0,14 kvadratkilometer vattenytor vilket ger det en sjöprocent på 3,8 procent.